# Booligal
Booligal is een plaats in de Australische deelstaat New South Wales en telt 42 (binnen een straal van 7 km) inwoners (2006).